# Georg Alexander
Georg Alexander (3 de abril de 1888-30 de octubre de 1945) fue un actor, director y productor cinematográfico alemán.

## Biografía
Su verdadero nombre era Werner Louis Georg Lüddeckens, y nació en Hannover, Alemania, siendo sus padres el actor Georg Lüddeckens y su esposa, Martha Amalie Bohde. Tras formarse como actor, empezó la actividad teatral en locales de Halberstadt, Hamburgo y Hannover, actuando a partir de 1914 en Berlín. En 1915 actuó en su primera producción cinematográfica, y en 1917, junto a su esposa, la actriz noruega Aud Egede-Nissen, formó la productora Egede-Nissen-Film Comp. mbH, con la cual hasta 1919 la pareja rodó unas 30 películas. Buena parte de dichas producciones fue dirigida por Alexander. El matrimonio tuvo un hijo, el actor Georg Richter, que desarrolló su carrera principalmente en Noruega.
En 1919, Alexander formó una compañía productora, Alexander-Film GmbH, dedicada al rodaje de producciones de temática deportiva. El mismo Alexander tuvo una activa dedicación al deporte, estableciendo incluso un récord en salto con caballo, superando los 1,85 metros de altura.
Georg Alexander actuó principalmente en películas detectivescas y de entretenimiento, llegando a ser una figura muy popular entre el público del momento. Interpretaba a menudo a distinguidos caballeros y nobles, como fue el caso de la comedia de Reinhold Schünzel Die englische Heirat (1934), en la cual actuó junto a Adele Sandrock. En total participó en más de 160 producciones. 
Divorciado en 1924 de su primera esposa, Aud Egede-Nissen, en 1928 se casó con la agente artística Ilse Brach. 
El actor falleció el 30 de octubre de 1945 en Berlín, Alemania. Fue enterrado en el Cementerio Wilmersdorf de esa ciudad.

## Filmografía (selección)
- 1915 : Die Wellen schweigen
- 1917 : Das Geheimnis der Briefmarke
- 1917 : Die Liebe, Sie war nur ein Traum
- 1917 : Der Verräter
- 1918 : Der Rosenkranz
- 1919 : Die Fahrt ins Blaue
- 1919 : Die platonische Ehe
- 1920 : Indische Rache
- 1921 : Lady Hamilton
- 1921 : Der Mann ohne Namen
- 1922 : Lola Montez, die Tänzerin des Königs
- 1922 : Das Spiel mit dem Weibe
- 1923 : Die Frau mit den Millionen
- 1923 : Der Frauenkönig
- 1923 : Das Paradies im Schnee
- 1924 : Das schöne Abenteuer
- 1924 : Die schönste Frau der Welt
- 1924 : Mein Leopold
- 1924 : Komödianten des Lebens
- 1925 : Eifersucht
- 1925 : Liebe macht blind
- 1925 : Der Herr ohne Wohnung
- 1926 : Die Mühle von Sanssouci
- 1926 : Herrn Filip Collins Abenteuer
- 1926 : Die Welt will belogen sein
- 1926 : Nanette macht alles
- 1926 : Das Gasthaus zur Ehe
- 1927 : Die Dollarprinzessin und ihre sechs Freier
- 1927 : Eins + Eins = Drei
- 1927 : Liebe im Rausch
- 1927 : Der Orlow
- 1927 : Die Frau ohne Namen
- 1927 : Venus im Frack
- 1927 : Die indiskrete Frau
- 1928 : Leontines Ehemänner
- 1928 : Prinzessin Olala
- 1928 : Sechs Mädchen suchen Nachtquartier
- 1928 : Unmoral
- 1928 : Dyckerpotts Erben
- 1928 : Die große Abenteuerin
- 1928 : Flucht vor Blond
- 1929 : Die lustigen Vagabunden
- 1929 : Autobus Nr. 2
- 1929 : Schwarzwaldmädel
- 1929 : Die Garde-Diva
- 1929 : Der Leutnant Ihrer Majestät
- 1929 : Was ist los mit Nanette?
- 1929 : Liebe im Schnee
- 1930 : Liebeswalzer
- 1930 : Ehestreik
- 1930 : Geld auf der Straße
- 1930 : Zärtlichkeit
- 1930 : Die singende Stadt
- 1930 : Das Recht auf Liebe
- 1930 : Leutnant warst Du einst bei deinen Husaren
- 1931 : Opernredoute
- 1931 : Hurra – ein Junge!
- 1931 : Ehe mit beschränkter Haftung
- 1931 : Der verjüngte Adolar
- 1931 : Der Liebesexpreß
- 1931 : Die Fledermaus
- 1931 : Wiener Liebschaften
- 1931 : Mamsell Nitouche
- 1931 : Trara um Liebe
- 1931 : Die Bräutigamswitwe
- 1932 : Durchlaucht amüsiert sich
- 1932 : Wenn die Liebe Mode macht
- 1932 : Ein bißchen Liebe für Dich
- 1932 : Wie sag ich's meinem Mann?
- 1932 : Das Testament des Cornelius Gulden
- 1932 : Moderne Mitgift
- 1932 : Liebe, Scherz und Ernst
- 1932 : Mamsell Nitouche
- 1933 : Madame wünscht keine Kinder
- 1933 : Ist mein Mann nicht fabelhaft?
- 1933 : Eine Frau wie Du
- 1933 : Flucht nach Nizza
- 1933 : Der Störenfried
- 1933 : Unser Kaiser
- 1933 : Der Zarewitsch
- 1933 : Liebe muß verstanden sein
- 1933 : … und wer küßt mich?
- 1934 : G’schichten aus dem Wienerwald
- 1934 : Der Doppelgänger
- 1934 : Zigeunerblut
- 1934 : Die englische Heirat
- 1934 : Lottchens Geburtstag
- 1934 : Das Blumenmädchen vom Grand-Hotel
- 1935 : Der Vogelhändler
- 1935 : Die Nachtwache
- 1935 : Tanzmusik
- 1935 : Der alte und der junge König
- 1935 : Ein idealer Gatte
- 1935 : Leutnant Bobby, der Teufelskerl
- 1935 : Ein falscher Fuffziger
- 1935 : Alles hört auf mein Kommando
- 1935 : Der Schlafwagenkontrolleur
- 1936 : Rendezvous in Wien
- 1936 : Eskapade
- 1936 : Das Frauenparadies
- 1936 : Mädchen in Weiß
- 1936 : Donaumelodien
- 1936 : Krach und Glück um Künnemann
- 1936 : Das Schloß in Flandern
- 1936 : Martha
- 1937 : Hahn im Korb
- 1937 : Karussell
- 1937 : Die Fledermaus
- 1937 : Abenteuer in Warschau
- 1937 : 2 × 2 im Himmelbett
- 1938 : Heimat
- 1938 : Verliebtes Abenteuer
- 1938 : Unsere kleine Frau
- 1938 : Der lose Falter
- 1938 : Es leuchten die Sterne
- 1938 : Der Fall Deruga
- 1938 : Das Mädchen von gestern Nacht
- 1938 : Geld fällt vom Himmel
- 1938 : Gastspiel im Paradies
- 1938 : Die Frau am Scheidewege
- 1938 : Kleiner Mann – ganz groß
- 1939 : Frau am Steuer
- 1939 : Leinen aus Irland
- 1939 : Wenn Männer verreisen
- 1939 : Der arme Millionär
- 1939 : Die kluge Schwiegermutter
- 1940 : Der Kleinstadtpoet
- 1941 : Frau Luna
- 1941 : Oh, diese Männer
- 1941 : Was will Brigitte?
- 1941 : Das himmelblaue Abendkleid
- 1941 : Frauen sind doch bessere Diplomaten
- 1942 : Ein Zug fährt ab
- 1943 : Abenteuer im Grandhotel
- 1943 : … und die Musik spielt dazu
- 1943 : Die beiden Schwestern
- 1944 : Die Frau meiner Träume
- 1944 : Der Meisterdetektiv
- 1948 : Leckerbissen
- 1949 : Sie sind nicht mehr